# Muhr
Muhr é um município da Áustria, situado no distrito de Tamsweg, no estado de Salzburgo. Tem 116,07 km² de área e sua população em 2019 foi estimada em 502 habitantes.